# Inés del Pino
Inés del Pino Martínez (1955) es una arquitecta ecuatoriana que ejerce como docente. Es escritora de libros y artículos que llevan consigo una carga "artística y arquitectónica".
Ha participado en conferencias sobre arquitectura y urbanismo, arquitectura moderna e historia de la misma. Su trabajo como conferenciante la llevó a conocer varios profesores y profesionales de la arquitectura, como es el caso del Arq. Jorge Ramírez Nieto.

## Biografía
Nacida en Ecuador el año de 1955, realizó estudios de arquitectura y maestrías fuera del país. .

## Estudios
Inés del Pino Martínez ha obtenido varios títulos a lo largo de su carrera como profesional, entre ellos:
- Título de pregrado en Arquitectura.
- Máster en Estudios de la Cultura con mención en Comunicación en la Universidad Andina Simón Bolívar sede Ecuador.[3]
- Máster en Gobierno de la Ciudad con mención en Centralidad Urbana y Áreas Históricas.
- Doctora en Arte y Arquitectura por la Universidad Nacional de Colombia.[4]

## Trabajos
Inés del Pino ha realizado varias publicaciones en el campo de la historia de la arquitectura de América Latina y de la ciudad ecuatoriana y, en particular, sobre Quito.
Sus trabajos se enfocan en la constante transformación de la arquitectura durante el período 2001-2008, y la idea de la iniciativa de esta arquitecta es convertir a este espacio de la ciudad en un centro patrimonial y turístico. Además Inés  propone evaluar cómo estas transformaciones, influyen en la dinámica urbana de este importante sector de la ciudad, cuáles son los elementos que privilegian el turismo y cómo influyen en la vida cotidiana de la centralidad histórica más importante de la ciudad.
Entre sus publicaciones más relevantes encontramos:
- Centro Histórico de Quito: Una centralidad urbana hacia el futuro (2009).[5]
- Gestión y Arte en el espacio público: La contribución de los "Durini" en América.[1]
- Ethos de la arquitectura latinoamericana. Identidad, solidaridad y austeridad (2018).[6] Publicado por el Centro de Publicaciones de la Pontificia Universidad Católica del Ecuador.[7]
- Algunas reflexiones sobre el Ecuador prehispánico y la ciudad Inca de Quito[8] (2005). Publicado por el Centro de Publicaciones de la Pontificia Universidad Católica del Ecuador.[7]
- Ciudad y arquitectura republicana de Ecuador 1850-1950 (2010).[9] Publicado por el Centro de Publicaciones de la Pontificia Universidad Católica del Ecuador.[7]